# Psalistopoides emanueli
Espèce
Psalistopoides emanueli est une espèce d'araignées mygalomorphes de la famille des Pycnothelidae.

## Distribution
Cette espèce est endémique  du Paraná au Brésil,. Elle se rencontre vers Ribeirão do Pinhal.

## Description
Le mâle holotype mesure 18,30 mm, les femelles de 18,30 à 23,65 mm.

## Systématique et taxinomie
Cette espèce a été décrite par Lucas et Indicatti en 2006.

## Étymologie
Cette espèce est nommée en l'honneur d'Emanuel Marques da Silva.

## Publication originale
- Lucas & Indicatti, 2006 : On the genus Psalistopoides Mello-Leitão (Araneae, Mygalomorphae, Nemesiidae). Revista Brasileira de Zoologia, vol. 23, p. 547-549.